# Tönning
Tönning (Tønning en danois, Taning en frison septentrional, Tonningue en français) est une ville d'Allemagne, située dans le land du Schleswig-Holstein et l'arrondissement de Frise-du-Nord. La ville a été assiégée deux fois pendant la grande guerre du Nord, évènement connu sous le nom de Siège de Tönning (en).

## Personnalités liées à la ville
- Ernst Friedrich Versmann (1814-1873), théologien né à Tönning.